# تفاوت (اقتصاد)

اختلاف في عدم تكافؤ الدخل القومي كما هو موضح بواسطة معامل جيني. إن معامل جيني ينحصر بين الصفر والواحد، حيث يكون صفرا عندما ينطبق منحنى لورنز على خط التساوي وتكون المساحة مساوية للصفر ويكون عندها توزيع الدخل متساويا لجميع أفراد المجتمع (التوزيع الأمثل للدخل)، ويكون واحدًا في حالة عدم التكافؤ الكلي.

التفاوت الاقتصادي هو الاختلاف الموجود في مختلف مقاييس الرفاه الاقتصادى بين أفراد ضمن مجموعات، أو بين مجموعات ضمن السكان، أو بين البلاد. أحيانًا يشير مصطلح «التفاوت الاقتصادي» إلى «تفاوت الدخل» أو «التفاوت في الثروة» أو «فجوة الثراء». يركز علماء الاقتصاد عمومًا على التفاوت الاقتصادي في ثلاث مقاييس: الثروة والدخل والاستهلاك. إن قضية التفاوت الاقتصادي لها صلة وثيقة بمفهوم التكافؤ والمساواة في النتائج
وتكافؤ الفرص .
يختلف التفاوت الاقتصادي بين المجتمعات والحقب الزمنية والهياكل والنظم الاقتصادية، وهذا المصطلح يمكن أن يشار إليه  بالتوزيع المقطعي للدخل أو الثروة في أي فترة معينة أو تغييرات الدخل والثروة في فترات زمنية أطول. يوجد العديد من مؤشرات الرقمية لقياس التفاوت الاقتصادي، ومن هذه المؤشرات معامل جيني الذي يعتبر من المؤشرات واسعة النطاق، ولكن أيضًا يوجد العديد من الطرق الأخرى لقياس التفاوت الاقتصادي.
و تشير الأبحاث إلى أن زيادة عدم المساواة يعيق فترة النمو وليس معدلها. وفي حين أن العولمة قد قللت عدم المساواة العالمية (بين الدول) إلى أنها أدت إلى ارتفاع عدم المساواة داخل الدول.

## الآثار
لقد وجد عدد من الباحثين أن آثار اللا مساواة تسببت في ارتفاع نسبة المشاكل الصحية والاجتماعية، وانخفاض نسبة المنافع الاجتماعية، وانخفاض مستوى المنفعة الاقتصادية في المجتمع من الموارد المخصصة للاستهلاك المتطور، وانخفاض مستوى النمو الاقتصادي عندما تم إهمال الموارد البشرية لأجل الاستهلاك المتطور. وبالنسبة إلى أعلى 21 دولة صناعية، يقل متوسط العمر في الدول التي لديها عدم مساواة (r = -.907) ، ويوجد علاقة مماثلة أيضًا بين الولايات الأمريكية وهي (r = -.620).

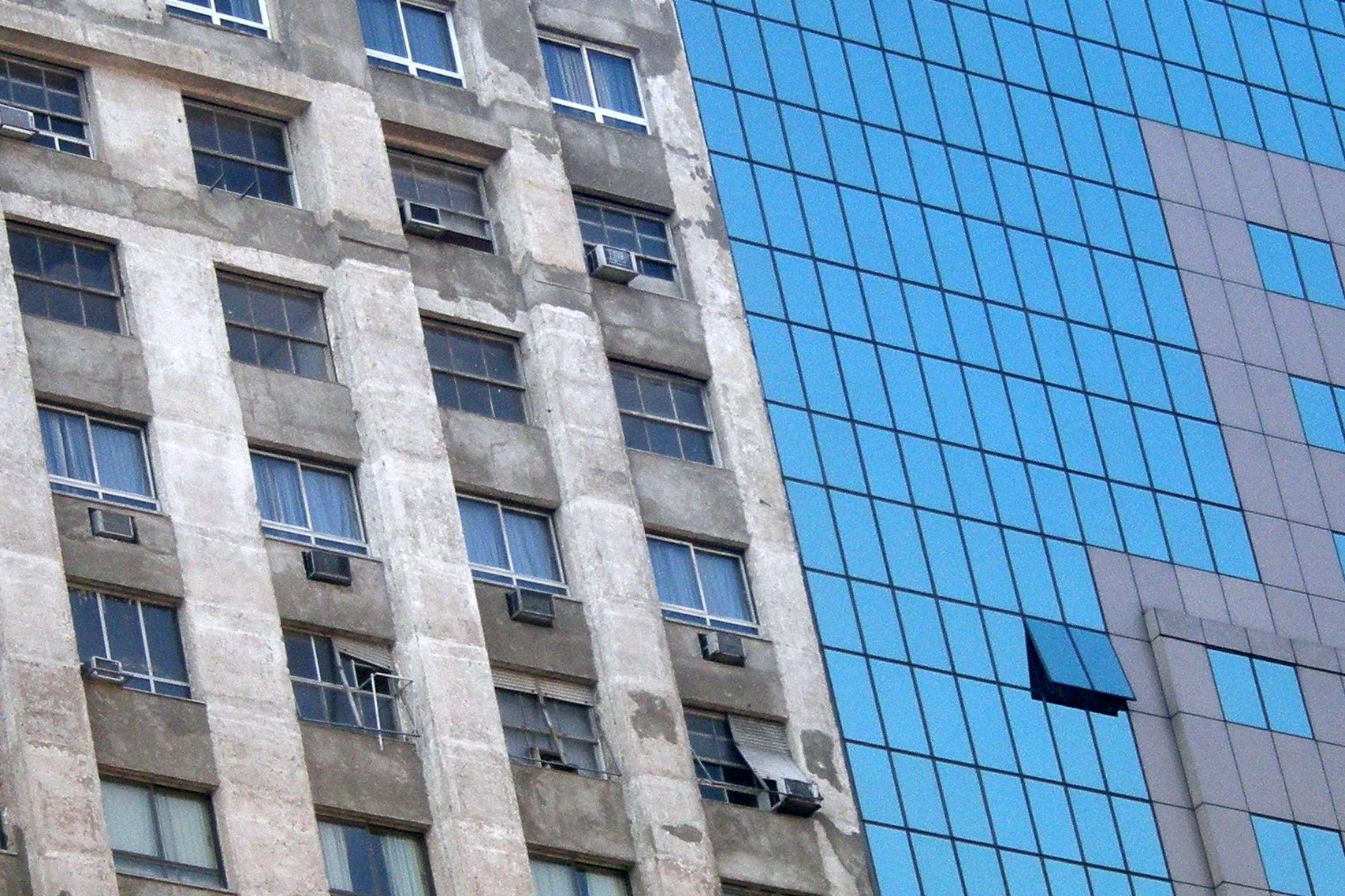
مباني في مدينو ريو دي جانيرو توضح انعدام المساواة

ولقد صرح روبرت شيلر الفائز بجائزة نوبل في الاقتصاد  عام 2013 أن المشكلة الأهم تتمثل في ارتفاع عدم التكافؤ في الولايات المتحدة والعالم بأجمعه.
إن تزايد عدم التكافؤ يضر بالنمو الاقتصادي.
إن التقسيم الاقتصادي الطبقي للمجتمع إلى  صفوة وعامة لعب دورًا رئيسيًا في انهيار الحضارات المتقدمة مثل الرومان، والهان، وجوبتا.

## البيئة
يمكن تقديم العديد من الحجج بشأن علاقة البيئة بالفقر. في بعض الحالات، التخفيف من حدة الفقر يمكن أن يضر بالبيئة أو تفاقم التدهور، وهذا يعني أن كلما قل التكافؤ الاقتصادي، كلما ازدات نسبة التلوث والمخلفات، وهذا قد يؤدي في الكثير من الحالات إلى تدهور أكثر في البيئة. ويمكن تفسير ذلك بحقيقة أن عندما يصبح الأشخاص الفقراء أكثر ثراءً فهذا بذلك يزيد من الانبعاثات الكربونية السنوية، كما ينص منحنى كويزنتس البيئي. والجدير بالذكر، في حالات معينة بالرغم من عدم التكافؤ الاقتصادي الهائل، فإن نسبة التلوث والمخلفات منخفضة; لأن هذه المخلفات يتم التخلص منها بطريقة أفضل فيما بعد (المعالجة بالمياه – التنقية – إلخ)، وأن أيضًا الزيادة الكلية في التدهور الاقتصادي هي نتيجة زيادة الانبعاثات لكل شخص مضروبة في مضاعف. لذلك إذا قل عدد الأشخاص، سيقل عدد المضاعف، وبذلك سينخفض معدل التدهور البيئى، وبهذا فإن المستوى المرتفع الحالي للسكان له تأثير كبير على هذا أيضًا. وكما صرح الصندوق العالمي للطبيعة أن إذا انخفضت مستويات السكان إلى المستوى المستدام (3/1 المستويات الحالية أي حوالي ملياري شخص)، يمكن معالجة أو تدارك عدم المساواة بين البشر، وفي نفس الوقت المحافظة على البيئة من التدهور.
ومن ناحية أخرى، ترى مصادر أخرى أن التخفيف من حدة الفقر سينتج عنه تقدمًا إيجابيًا في البيئة، خاصة مع التقدم التكنولوجي في كفاءة الطاقة. فعلى سبيل المثال، إن ظاهرة التوسع الحضري من الممكن أن تقلل من المساحة التي يؤثر فيها الإنسان على البيئة، وذلك يؤدي إلى حماية البيئة في مناطق أخرى. ومن خلال تكثيف المجتمعات البشرية، من الممكن أن تسمح  المناطق الحضارية للمزيد من الاحتياطات المخصصة للحياة البرية. وعلاوة على ذلك، سيجعل التحضر هذه المجتمعات مجتمعات لديها مستوى معيشي أعلى يمكن أن يعزز من الصحة البيئية عن طريق توفير غذاء صحي، وتكنولوجيا وتعليم، وما شابه ذلك. إن العلاقة التي تربط بين التخفيف من وطأة الفقر والحفاظ على البيئة تبرز فكرة أن التفاوت الاقتصادي الشديد بين الفقير والغني اضطر الكثير من الناس للتضحية بالفكر البيئي لمجرد البقاء على قيد الحياة.

## العوامل المخففة
توجد مستويات أقل من اللا مساواة عموما في الدول ذات السلطة التشريعية اليسارية. تقلل بعض العوامل من اللا مساواة الاقتصادية والتي يمكن تقسيمها إلى نوعين: تدابير برعاية الحكومة أو مدفوعة من السوق. استحقاقات وفعالية كل طريقة لا تزال موضع نقاش.
تشمل التدابير الحكومية لتخفيف اللا مساواة الاقتصادية كلا من:
- المدارس الحكومية: زيادة العمالة الماهرة وتقليل اللا مساواة في الدخل بسبب التفاضلات التعليمية.
- الضرائب التصاعدية: من خلال فرض الضرائب على الأغنياء بصورة متناسبة أكثر من الفقراء، وخفض كمية اللا مساواة في الدخل في المجتمع إذا لما يؤدي التغير في الضرائب إلى التغيرات المرجوة في الدخل.[26]

تشمل قوى السوق خارج تدخل الحكومة والتي يمكنها خفض اللا مساواة الاقتصادية:
- الميل الحدي للاستهلاك: مع ارتفاع الثروة والدخل، قد ينفق الفرد أكثر. في مثال جامح، إذا امتلك فرد ما كل شيء، فإنه سيحتاج على الفور أن يعين الناس ليحافظ على ممتلكاته وبالتالي يقلل تركيز الثروة.[28] على الجانب الآخر، يشير مايالا إلى حقيقة أن انخفاض الرغبة في الاستهلاك عند ارتفاع الدخل يؤدي إلى زيادة المدخرات، مما يقوي من مركز السوق للشريحة الاجتماعية الثرية أكثر.[29]

يوضح الباحثون أنه منذ 1300، فإن الفترة الوحيدة التي شهدت تراجعا كبيرا في اللا مساواة في الثروة في أوروبا كانت في تبعات الموت الأسود وبعد الحربين العالميتين. يوضح المؤرخ والتر شيدل أنه ومنذ العصر الحجري، فإن العنف الشديد والكوارث والقلاقل في صورة حرب شاملة والثورات الاشتراكية وانهيار الدول هي ما قللت بوضوح اللا مساواة الاقتصادية. كما أعلن أن «فقط الحرب النووية الشاملة هي ما قد يعيد توزيع المصادر بصورة كاملة من جديد» وأن «سياسات الإصلاح السلمية قد أثبتت أنها غير كافية لمواجهة تحديات النمو في اللا مساواة الاقتصادية».
```
انظر ايضا 
```

تأثير هود